# Roy Baumeister

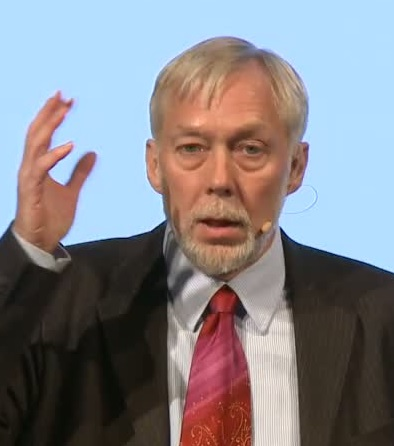
Roy Baumeister (2011)

Roy F. Baumeister (* 16. Mai 1953 in Cleveland, Ohio, USA) ist seit 2016 Professor für Sozialpsychologie an der University of Queensland in Australien, mit den Themenschwerpunkten Sexualität, Selbstkontrolle, Selbstbehauptungsmechanismen, Motivation und Aggression.
Er studierte von 1970 bis zu seiner Promotion 1978 an der Princeton University, in Heidelberg und an der Duke University. Danach war er für ein Jahr als Postdoktorand an der University of California in Berkeley tätig. 1984 wurde er außerordentlicher Professor an der Case Western Reserve University und wirkte dort bis 1989. In diesen Zeitraum fiel eine einjährige Gastprofessur an der University of Texas in Austin von 1986 bis 1987.
Roy Baumeister ist einer der ganz wenigen Forscher weltweit, die sich wissenschaftlich mit unerwiderter Liebe auseinandergesetzt haben.
2015 wurde Baumeister in die American Academy of Arts and Sciences gewählt.

## Schriften (Auswahl)

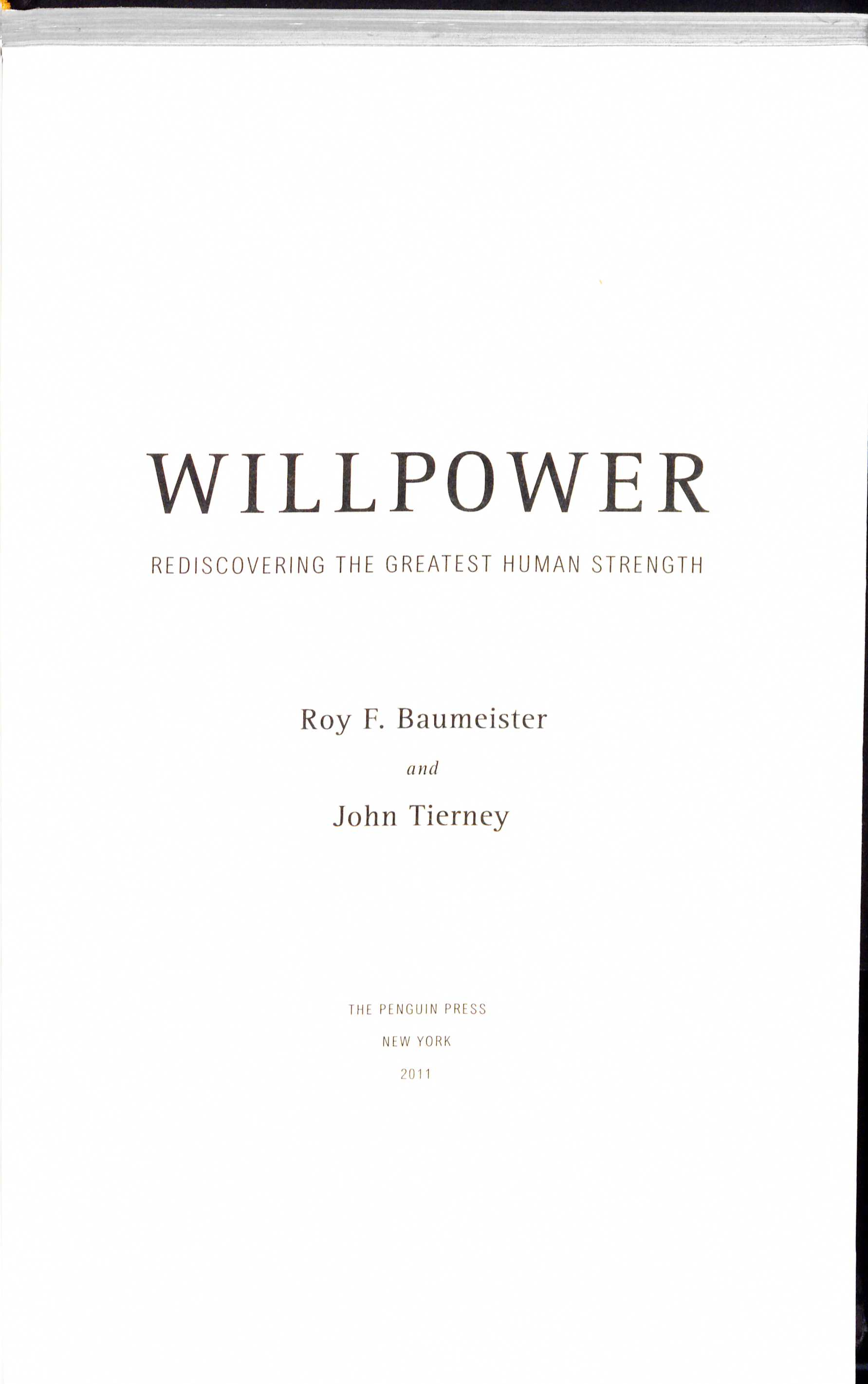
Willpower (2011)

Baumeister veröffentlichte über 400 Texte
- Your Own Worst Enemy: Understanding the Paradox of Self-Defeating Behavior (1993)
- Evil: Inside Human Violence and Cruelty (1997)
- Social Psychology and Human Nature (2007)
- Losing Control: How and Why People Fail at Self-Regulation (1994)
- The Social Dimension of Sex (2001)
- Breaking Hearts: The Two Sides of Unrequited Love (1992)
- Masochism and the Self (1989)
- Identity: Cultural Change and the Struggle for Self (1986)
- Escaping the Self: Alcoholism, Spirituality, Masochism, and Other Flights from the Burden of Selfhood (1991)
- Meanings of Life (1991)
- The Cultural Animal: Human Nature, Meaning, and Social Life (2005)
- Self in Social Psychology: Key Readings (Key Readings in Social Psychology) (2000)
- Encyclopedia of Social Psychology (2 Volume Set) (2007)
- Social Psychology and Human Sexuality: Key Readings (Key Readings in Social Psychology) (2001)
- Self-Esteem: The Puzzle of Low Self-Regard (The Plenum Series in Social/Clinical Psychology) (Hardcover) (2012)
- Public Self and Private Self (Springer Series in Social Psychology) (2011)
- Handbook of Self-Regulation: Research, Theory, and Applications research (2016)
- Is There Anything Good About Men?: How Cultures Flourish by Exploiting Men (2010)
- Free Will and Consciousness: How Might They Work? (2010)
- Advanced Social Psychology: The State of the Science (2010)

Als Co-Autor:
- Psychology of Self-Regulation: Cognitive, Affective, and Motivational Processes (Sydney Symposium in Social Psychology)
- Human Sexuality: Meeting Your Basic Needs
- Do Emotions Help or Hurt Decision Making?: A Hedgefoxian Perspective
- Time and Decision: Economic and Psychological Perspectives on Intertemporal Choice
- Are We Free? Psychology and Free Will
- mit John M. Tierney: Die Macht der Disziplin, Campus, Frankfurt am Main 2012, ISBN 978-3-593-39360-5 (amerik. Originalausg.: Willpower. Rediscovering the Greatest Human Strength, Penguin Book Press, New York 2011)